# 莫阿岛

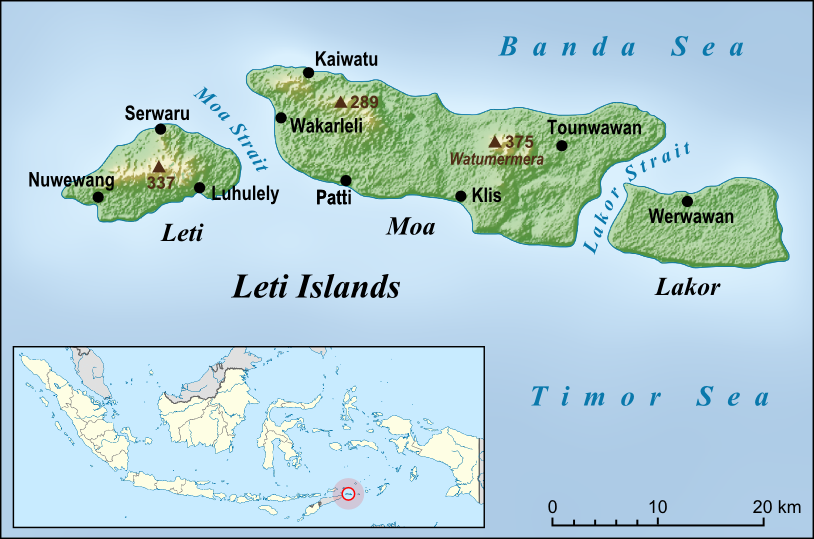
勒蒂群岛的地图，莫阿岛是最大的岛屿

莫阿岛（Moa）也叫勒蒂岛（Leti），是印度尼西亚马鲁古群岛勒蒂群岛的最大岛，位于勒蒂群岛中部，是2005年印尼政府公布的92个离岛之一，岛上主要城镇蒂阿科是其所属的马鲁古省西南马鲁古县县治所在。岛上居民主要说南岛语系的勒蒂语。

## 交通
乔斯·奥诺·因苏拉机场位于岛西北，IATA代码：。

## 资料来源
- van Engelenhoven, Aone. . Leiden: KITLV Press. 2004: 1–4.